# Campeonato Gaúcho de Futebol de 1975 - Série A
O Campeonato Gaúcho de Futebol de 1975, foi a 55.ª edição da competição no Estado do Rio Grande do Sul. Participaram do campeonato 32 clubes, sendo que Grêmio e Internacional entraram apenas na segunda fase. O campeonato teve seu início em 18 de fevereiro e o término em 10 de agosto de 1975. O campeão deste ano foi o Internacional.

## Participantes
| - Internacional (Porto Alegre)31ª - Santo Ângelo* (Santo Ângelo)4ª - Cachoeira(Cachoeira do Sul)7ª - Atlético/CAR (Carazinho)4ª - Aimoré (São Leopoldo)14ª - Esportivo (Bento Gonçalves)6ª - Lajeadense** (Lajeado) 2ª - Atlântico (Erechim) 2ª - São José (Porto Alegre)10ª - Encantado (Encantado) 2ª - AS Caxias*** (Caxias do Sul)14ª - Pelotas (Pelotas)22ª - Gaúcho (Passo Fundo)11ª - Grêmio (Porto Alegre)33ª - Guarany (Garibaldi)1ª - Bagé (Bagé) 14ª | - São Luiz (Ijuí) 2ª - Elite (Santo Ângelo) 1ª - Novo Hamburgo (Novo Hamburgo)32ª - Rio-Grandense (Rio Grande)14ª - Inter/SM (Santa Maria)9ª - Santa Cruz-RS(Santa Cruz do Sul)11ª - Farroupilha (Pelotas)17ª - Juventude (Guaporé) 1ª - Grêmio Santanense (Santana do Livramento) 7ª - Guarany-BA (Bagé)23ª - Rio Grande (Rio Grande)12ª - Internacional**** (São Borja) 1ª - São Paulo (Rio Grande)6ª - Tupy (Crissiumal) 1ª - Ypiranga (Erechim)8ª - Alegrete (Alegrete) 1ª |

* O Santo Ângelo disputou a competição em 1971 e 1972 com o nome Tamoyo.
** O Lajeadense disputou a competição com o nome Lajeado.
*** O Caxias e o Juventude, em razão de uma fusão disputaram a competição com o nome AS Caxias.
**** O São Borja disputou a competição com o nome Internacional.

## Fase de qualficação
| Grupo A | Grupo A              | Grupo A | Grupo A | Grupo A | Grupo A | Grupo A | Grupo A | Grupo A | Grupo A |
| Pos.    | Equipes              | Pts     | J       | V       | E       | D       | GP      | GC      | SG      |
| ------- | -------------------- | ------- | ------- | ------- | ------- | ------- | ------- | ------- | ------- |
| 1       | Associação Caxias    | 10      | 8       | 4       | 2       | 2       | 7       | 5       | 2       |
| 2       | Cachoeira            | 10      | 8       | 4       | 2       | 2       | 8       | 8       | 0       |
| 3       | Lajeado              | 9       | 8       | 3       | 3       | 2       | 8       | 6       | 2       |
| 4       | Esportivo            | 7       | 8       | 1       | 5       | 2       | 7       | 5       | 2       |
| 5       | Guarany de Garibaldi | 4       | 8       | 0       | 4       | 4       | 3       | 9       | −6      |

| Grupo B | Grupo B              | Grupo B | Grupo B | Grupo B | Grupo B | Grupo B | Grupo B | Grupo B | Grupo B |
| Pos.    | Equipes              | Pts     | J       | V       | E       | D       | GP      | GC      | SG      |
| ------- | -------------------- | ------- | ------- | ------- | ------- | ------- | ------- | ------- | ------- |
| 1       | Ypiranga de Erechim  | 11      | 8       | 4       | 3       | 1       | 8       | 3       | 5       |
| 2       | Atlético Carazinho   | 11      | 8       | 4       | 3       | 1       | 10      | 6       | 4       |
| 3       | São Luiz             | 10      | 8       | 4       | 2       | 2       | 9       | 7       | 2       |
| 4       | Atlântico            | 5       | 8       | 1       | 3       | 4       | 4       | 9       | −5      |
| 5       | Juventude de Guaporé | 3       | 8       | 0       | 3       | 5       | 5       | 11      | −6      |

| Grupo C | Grupo C              | Grupo C | Grupo C | Grupo C | Grupo C | Grupo C | Grupo C | Grupo C | Grupo C |
| Pos.    | Equipes              | Pts     | J       | V       | E       | D       | GP      | GC      | SG      |
| ------- | -------------------- | ------- | ------- | ------- | ------- | ------- | ------- | ------- | ------- |
| 1       | Inter de Santa Maria | 13      | 8       | 6       | 1       | 1       | 12      | 5       | 7       |
| 2       | Gaúcho               | 11      | 8       | 4       | 3       | 1       | 17      | 10      | 7       |
| 3       | Santo Ângelo         | 6       | 8       | 1       | 4       | 3       | 6       | 9       | −3      |
| 4       | Elite                | 5       | 8       | 2       | 1       | 5       | 8       | 11      | −3      |
| 5       | Tupi                 | 5       | 8       | 1       | 3       | 4       | 7       | 15      | −8      |

| Grupo D | Grupo D       | Grupo D | Grupo D | Grupo D | Grupo D | Grupo D | Grupo D | Grupo D | Grupo D |
| Pos.    | Equipes       | Pts     | J       | V       | E       | D       | GP      | GC      | SG      |
| ------- | ------------- | ------- | ------- | ------- | ------- | ------- | ------- | ------- | ------- |
| 1       | Santa Cruz-RS | 12      | 8       | 4       | 4       | 0       | 14      | 8       | 6       |
| 2       | São José-RS   | 10      | 8       | 4       | 2       | 2       | 7       | 6       | 1       |
| 3       | Novo Hamburgo | 7       | 8       | 2       | 3       | 3       | 7       | 8       | −1      |
| 4       | Aimoré        | 6       | 8       | 2       | 2       | 4       | 6       | 10      | −4      |
| 5       | Encantado     | 5       | 8       | 1       | 3       | 4       | 5       | 7       | −2      |

| Grupo E | Grupo E      | Grupo E | Grupo E | Grupo E | Grupo E | Grupo E | Grupo E | Grupo E | Grupo E |
| Pos.    | Equipes      | Pts     | J       | V       | E       | D       | GP      | GC      | SG      |
| ------- | ------------ | ------- | ------- | ------- | ------- | ------- | ------- | ------- | ------- |
| 1       | Rio Grande   | 12      | 8       | 5       | 2       | 1       | 9       | 6       | 3       |
| 2       | Riograndense | 9       | 8       | 3       | 3       | 2       | 11      | 9       | 2       |
| 3       | São Paulo-RS | 8       | 8       | 2       | 4       | 2       | 7       | 5       | 2       |
| 4       | Pelotas      | 6       | 8       | 2       | 2       | 4       | 8       | 12      | −4      |
| 5       | Farroupilha  | 5       | 8       | 1       | 3       | 4       | 7       | 10      | −3      |

| Grupo F | Grupo F            | Grupo F | Grupo F | Grupo F | Grupo F | Grupo F | Grupo F | Grupo F | Grupo F |
| Pos.    | Equipes            | Pts     | J       | V       | E       | D       | GP      | GC      | SG      |
| ------- | ------------------ | ------- | ------- | ------- | ------- | ------- | ------- | ------- | ------- |
| 1       | Guarany de Bagé    | 11      | 8       | 5       | 1       | 2       | 10      | 3       | 7       |
| 2       | Bagé               | 11      | 8       | 4       | 3       | 1       | 6       | 3       | 3       |
| 3       | Inter de São Borja | 6       | 8       | 2       | 2       | 4       | 5       | 8       | −3      |
| 4       | Alegrete           | 6       | 8       | 2       | 2       | 4       | 7       | 8       | −1      |
| 5       | Grêmio Santanense  | 6       | 8       | 2       | 2       | 4       | 5       | 11      | −6      |

## Primeira fase
| Posição | Times                | Pontos |
| ------- | -------------------- | ------ |
| 1º      | Internacional        | 35     |
| 2º      | Grêmio               | 33     |
| 3º      | Caxias               | 26     |
| 4º      | Santa Cruz           | 22     |
| 5º      | São Luiz             | 21     |
| 6º      | Inter de Santa Maria | 21     |
| 7º      | Gaúcho               | 20     |
| 8º      | Bagé                 | 20     |
| 9º      | Atlético Carazinho   | 20     |
| 10º     | Santo Ângelo         | 19     |
| 11º     | Ypiranga             | 19     |
| 12º     | Rio-grandense        | 18     |
| 13º     | Lajeadense           | 17     |
| 14º     | Guarani              | 17     |
| 15º     | São José             | 16     |
| 16º     | São Borja            | 16     |
| 17º     | Cachoeira            | 15     |
| 18º     | Rio Grande           | 9      |
| 19º     | São Paulo            | 8      |
| 20º     | Novo Hamburgo        | 8      |

## Fase Final
- Classificação Geral

1º Internacional
2º Grêmio
3º AS Caxias
4º Santa Cruz
- Final do turno

27 de julho de 1975
Caxias 0-1 Internacional
- Final do Returno

10 de agosto de 1975
Internacional 1-0 Grêmio
Nota:Por ter vencido a final dos dois turnos do quadrangular o Internacional sagrou-se campeão.

## Artilheiros
- Tarciso (Grêmio) 13 gols
- Bebeto (Gaúcho) 13 gols

## Campeão
| Campeonato Gaúcho de 1975          |
| ---------------------------------- |
| INTERNACIONAL Campeão (23º título) |